# کونیگزگ یسکو
کونیگزگ یِسکو (به سوئدی: Koenigsegg Jesko) خودروی اسپورت موتور وسط با تولید محدود است که توسط شرکت خودروسازی سوئدی کونیگزگ، تولید شده است. این خودرو که در نمایشگاه خودرو ژنو ۲۰۱۹ معرفی شد، جایگزین مدل آگرا است. نام یسکو که برای این خودرو انتخاب شده است، در واقع ادای احترامی است به جسکو ون کونیگزگ، پدر بنیان‌گذار شرکت کونیگزگ.

## مشخصات فنی

### موتور
پیشرانهٔ این خودرو نسخه‌ای توسعه‌یافته از موتور وی۸ ۵ لیتری تویین توربوی مورد استفاده در آگرا است. این موتور داری ۴ سوپاپ به ازای هر سیلندر است؛ سیلندرهایی که هرکدام دارای قطر و ارتفاع ۹۲ در ۹۵٫۲۵ میلیمتر (۳٫۶۲ در ۳٫۷۵ اینچ) و ضریب تراکم ۸٫۶:۱ هستند. توان خروجی این موتور برابر با ۱٬۲۸۱ اسب بخار (۹۵۵ کیلووات) در ۷٬۸۰۰ دور بر دقیقه و گشتاور آن برابر با ۱٬۰۰۰ نیوتن متر (۷۳۸ پوند-فوت) در ۲٬۷۰۰ تا ۶٬۱۷۰ دور بر دقیقه با بنزین معمولی، و ۱٬۶۰۳ اسب بخار (۱٬۱۹۵ کیلووات) قدرت و ۱٬۵۰۰ نیوتن متر (۱٬۱۰۶ پوند-فوت) گشتاور در ۵٬۱۰۰ دور بر دقیقه با استفاده از زیست‌سوخت E85 است.
تفاوت‌های این موتور با نسخهٔ مورد استفاده در آگرا در استفاده از یک میل‌لنگ فلت پلین جدید با زاویهٔ ۱۸۰ درجه است که منجر به کاهش وزن آن به میزان ۵ کیلوگرم (۱۱ پوند) و افزایش محدودهٔ قرمز دور موتور از ۸٬۲۵۰ دور بر دقیقه به ۸٬۵۰۰ دور بر دقیقه شده است. علاوه بر این، جسکو مجهز به دسته‌موتورهای لاستیکی فعال رگرا است که میزان لرزش موتور در داخل کابین را کاهش می‌دهند. دو توربوشارژر بزرگ این موتور به یک محفظهٔ هوای ۲۰ لیتری ساخته‌شده از الیاف کربن به‌همراه یک کمپرسور هوای الکتریکی مجهز است که به‌منظور کاهش تأخیر توربوشارژر، هوای تحت فشار را با فشار ۲۰ بار (۲۹۰ پوند بر اینچ مربع) به داخل توربوشارژها می‌فرستد. به‌منظور دستیابی به پایش زندهٔ سیلندرها برای سامانهٔ سوخت‌رسانی انژکتوری چندنقطه‌ای، این موتور به حسگرهای فشار برای هر سیلندر مجهز است.

### انتقال قدرت
موتور جسکو با یک جعبه‌دندهٔ ۹ سرعتهٔ چندکلاچه جفت شده است که تولیدکننده نام «لایت اسپید ترنسمیشن (LST)» را برای آن انتخاب است. این جعبه‌دندهٔ جدید دارای وزن ۹۰ کیلوگرم (۱۹۸ پوند) است و طول آن دست کم ۵۰٪ کمتر از جعبه‌دندهٔ ۷ سرعتهٔ دوکلاچهٔ قبلی است.
این سامانهٔ انتقال قدرت توسط یک رایانهٔ تعبیه‌شده که از داده‌های موتور و مسیر برای انتخاب دنده استفاده می‌کند، کنترل می‌شود. دنده‌ها توسط راننده با استفاده از پدال‌های تعویض دنده نصب‌شده روی ستون فرمان یا انتخاب‌گرهای دنده انتخاب می‌شوند.
| دنده       | ضریب     |
| ---------- | -------- |
| دندهٔ اول   | ۴٫۷۲۰۰:۱ |
| دندهٔ دوم   | ۳٫۶۴۴۱:۱ |
| دندهٔ سوم   | ۲٫۸۷۴۴:۱ |
| دندهٔ چهارم | ۲٫۲۵۰۰:۱ |
| دندهٔ پنجم  | ۱٫۷۳۷۱:۱ |
| دندهٔ ششم   | ۱٫۳۷۰۲:۱ |
| دندهٔ هفتم  | ۱٫۰۷۸۳:۱ |
| دندهٔ هشتم  | ۰٫۸۳۲۵:۱ |
| دندهٔ نهم   | ۰٫۶۵۶۶:۱ |